# 伊号第五十五潜水艦
| 艦歴     | 艦歴                                                                         |
| -------- | ---------------------------------------------------------------------------- |
| 計画     | 昭和17年度計画（マル追計画）                                                 |
| 起工     | 1942年6月15日                                                                |
| 進水     | 1943年4月20日                                                                |
| 就役     | 1944年4月20日                                                                |
| その後   | 1944年7月14日戦没                                                            |
| 除籍     | 1944年10月10日                                                               |
| 性能諸元 |                                                                              |
| 排水量   | 基準：2,095トン 常備：2,564トン 水中：3,644トン                              |
| 全長     | 108.7m                                                                       |
| 全幅     | 9.30m                                                                        |
| 吃水     | 5.12m                                                                        |
| 機関     | 艦本式22号10型（過給器付き）ディーゼル2基2軸 水上：4,700馬力 水中：1,200馬力 |
| 速力     | 水上：17.7kt 水中：6.5kt                                                     |
| 航続距離 | 水上：16ktで21,000海里 水中：3ktで105海里                                    |
| 燃料     | 重油                                                                         |
| 乗員     | 94名                                                                         |
| 兵装     | 40口径14cm単装砲2門 25mm機銃連装1基2挺 53cm魚雷発射管 艦首6門 九五式魚雷17本 |
| 航空機   | なし                                                                         |
| 備考     | 安全潜航深度：100m                                                           |

伊号第五十五潜水艦（いごうだいごじゅうごせんすいかん）は、日本海軍の潜水艦。伊五十二型潜水艦（丙型改潜水艦）として完成した最後の艦。艦名としては二代目。
初代伊55については伊号第百五十五潜水艦、または伊百五十三型潜水艦を参照のこと。

## 艦歴
1941年（昭和16年）の昭和17年度計画（マル追計画）により呉海軍工廠で1942年6月15日起工、1943年4月20日進水、1944年4月20日に竣工した。呉鎮守府籍となり、訓練部隊である第六艦隊第11潜水戦隊に編入された。
1944年6月30日、呉を出港し、7月1日に横須賀に到着。7日に運砲筒を積んで横須賀を出港し、テニアン島の第一航空艦隊司令部と飛行機搭乗員救出、守備隊への補給任務に向かう。10日、第15潜水隊に編入。13日0040、「15日夜、テニアン島着の予定」の電報を最後に消息不明。
アメリカ側記録によると、13日2120、米哨戒機がサイパン島近海で潜航中の潜水艦を発見。通報により、上陸輸送船団を護衛中の米高速輸送艦ギルマー(USS Gilmer, DD-233/APD-11)と米護衛駆逐艦ウィリアム・C・ミラー(USS William C. Miller, DE-259)の2隻が差し向けられた。14日0022、2隻は潜水艦を発見した海域に到着し、潜水艦の捜索を行った。7時間後、ウィリアム・C・ミラーが自艦から約1500mの位置に潜航中の潜水艦を探知し、0726と0752にそれぞれ爆雷13発ずつを投下。この結果。0804にウィリアム・C・ミラーの右舷船首から約450m離れた海面に木片が浮かび上がり、その1分後には海中での爆発音がして、その衝撃でウィリアム・C・ミラーの船体が揺さぶられた。そして、気泡が海中から上がるのを確認したウィリアム・C・ミラーは、止めとして0806に爆雷13発を一斉に投下。その結果、重油の流出が確認できた他、コルク片、木片、日本海軍のものと思われる帽子が浮かび上がってきた。これが伊55の最期であり、艦長の井筒紋四郎少佐以下乗員112名全員戦死。沈没地点はサイパン島近海、北緯15度18分 東経144度26分 / 北緯15.300度 東経144.433度。
15日テニアン島付近で喪失と認定、10月10日除籍。

## 歴代艦長
※『艦長たちの軍艦史』421頁による。

### 艤装員長
1. 井筒紋四郎 少佐：1944年3月5日 -

### 艦長
1. 井筒紋四郎 少佐：1944年4月20日 - 7月14日戦死